# 1-氯甲基-1,4-二氮杂二环［2.2.2］辛烷氯化物
1-氯甲基-1,4-二氮杂二环[2.2.2]辛烷氯化物是一种季铵盐，化学式为C7H14Cl2N2。它可由1,4-二氮杂二环[2.2.2]辛烷和二氯甲烷回流反应得到，它和溴在乙腈中反应，可以得到1:1的加合物。它和氯化锌或氯化钴在盐酸中反应，可以得到1-氯甲基-1,4-二铵杂二环[2.2.2]辛烷四氯合锌（钴）酸盐。